# Фултонем (Огайо)
Фултонем (англ. Fultonham) — селище (англ. village) в США, в окрузі Маскінґам штату Огайо. Населення — 115 осіб (2020).

## Географія
Фултонем розташований за координатами 39°51′21″ пн. ш. 82°8′33″ зх. д. / 39.85583° пн. ш. 82.14250° зх. д. (39.855751, -82.142410).  За даними Бюро перепису населення США в 2010 році селище мало площу 0,40 км², уся площа — суходіл.

## Демографія
Згідно з переписом 2010 року, у селищі мешкало 176 осіб у 61 домогосподарстві у складі 46 родин. Густота населення становила 435 осіб/км².  Було 69 помешкань (171/км²).
Расовий склад населення:
| - 100,0 % — білих |

До двох чи більше рас належало 0,0 %. Частка іспаномовних становила 0,0 % від усіх жителів.
За віковим діапазоном населення розподілялося таким чином: 27,8 % — особи молодші 18 років, 60,8 % — особи у віці 18—64 років, 11,4 % — особи у віці 65 років та старші. Медіана віку мешканця становила 33,7 року. На 100 осіб жіночої статі у селищі припадало 97,8 чоловіків;  на 100 жінок у віці від 18 років та старших — 95,4 чоловіків також старших 18 років.
Середній дохід на одне домашнє господарство  становив 47 297 доларів США (медіана — 43 250), а середній дохід на одну сім'ю — 52 029 доларів (медіана — 50 000). За межею бідності перебувало 3,0 % осіб, у тому числі 3,6 % дітей у віці до 18 років та 7,7 % осіб у віці 65 років та старших.
Цивільне працевлаштоване населення становило 68 осіб. Основні галузі зайнятості: роздрібна торгівля — 27,9 %, виробництво — 14,7 %, транспорт — 13,2 %, освіта, охорона здоров'я та соціальна допомога — 13,2 %.